# دبلیو. دبلیو. گرینجر
دبلیو. دبلیو. گرینجر (انگلیسی: W. W. Grainger) شرکت خوشه‌ای آمریکایی است، که در سال ۱۹۲۷ تأسیس شد.